# Martin Rasner
Martin Rasner, né le 18 mai 1995 à Oberpullendorf, est un footballeur autrichien. Il évolue au poste de milieu défensif au FC Admira Wacker Mödling.

## Biographie

### En équipe nationale
Avec les moins de 19 ans, il participe au championnat d'Europe des moins de 19 ans en 2014. Lors de cette compétition, il joue quatre matchs. L'Autriche s'incline en demi-finale face à l'Allemagne.
Il dispute ensuite avec les moins de 20 ans la Coupe du monde des moins de 20 ans 2015 organisée en Nouvelle-Zélande. Lors du mondial junior, il joue quatre matchs. Il délivre une passe décisive contre le Panama. L'Autriche s'incline en huitièmes de finale face à l'Ouzbékistan.